# Christiana Boateng
Pour les articles homonymes, voir Boateng.
Christiana Boateng, née le 24 février 1943, est une sprinteuse ghanéenne. 

## Biographie
Elle a commencé à participer à des championnats internationaux dès 13 ans. 
Surnommée The Flying Queen, elle a participé aux 100 mètres des jeux olympiques de 1964 à Tokyo, où elle est éliminée dès le premier tour.
Elle participe également aux compétitions d'athlétisme des Jeux de l'Empire britannique et du Commonwealth de 1962, où elle obtient une quatrième place sur le 100 yards, une cinquième place sur le relais 4  x 110 yards et une neuvième sur le saut en longueur.